# Baba Malick
Baba Malick (Cordina, 3 settembre 1983) è un ex calciatore senegalese naturalizzato qatariota, di ruolo portiere.